# Danh sách vô địch đơn nam Úc Mở rộng
Dưới đây là danh sách các vận động viên quần vợt đoạt chức vô địch nội dung đơn nam giải Úc Mở rộng.

### Australian Championships
| Năm  | Vô địch                                          | Tỷ số                                            | Runner-up                                        |
| ---- | ------------------------------------------------ | ------------------------------------------------ | ------------------------------------------------ |
| 1905 | Rodney Heath (1/2)                               | 4–6, 6–3, 6–4, 6–4                               | Albert Curtis                                    |
| 1906 | Anthony Wilding (1/2)                            | 6–0, 6–4, 6–4                                    | Francis Fisher                                   |
| 1907 | Horace Rice (1/1)                                | 6–3, 6–4, 6–4                                    | Harry Parker                                     |
| 1908 | Fred Alexander (1/1)                             | 3–6, 3–6, 6–0, 6–2, 6–3                          | Alfred Dunlop                                    |
| 1909 | Anthony Wilding (2/2)                            | 6–1, 7–5, 6–2                                    | Ernie Parker                                     |
| 1910 | Rodney Heath (2/2)                               | 6–4, 6–3, 6–2                                    | Horace Rice                                      |
| 1911 | Norman Brookes (1/1)                             | 6–1, 6–2, 6–3                                    | Horace Rice                                      |
| 1912 | James Cecil Parke (1/1)                          | 3–6, 6–3, 1–6, 6–1, 7–5                          | Alfred Beamish                                   |
| 1913 | Ernie Parker (1/1)                               | 2–6, 6–1, 6–3, 6–2                               | Harry Parker                                     |
| 1914 | Arthur O'Hara Wood (1/1)                         | 6–4, 6–3, 5–7, 6–1                               | Gerald Patterson                                 |
| 1915 | Gordon Lowe (1/1)                                | 4–6, 6–1, 6–1, 6–4                               | Horace Rice                                      |
| 1916 | Không tổ chức (do Chiến tranh thế giới thứ nhất) | Không tổ chức (do Chiến tranh thế giới thứ nhất) | Không tổ chức (do Chiến tranh thế giới thứ nhất) |
| 1917 | Không tổ chức (do Chiến tranh thế giới thứ nhất) | Không tổ chức (do Chiến tranh thế giới thứ nhất) | Không tổ chức (do Chiến tranh thế giới thứ nhất) |
| 1918 | Không tổ chức (do Chiến tranh thế giới thứ nhất) | Không tổ chức (do Chiến tranh thế giới thứ nhất) | Không tổ chức (do Chiến tranh thế giới thứ nhất) |
| 1919 | Algernon Kingscote (1/1)                         | 6–4, 6–0, 6–3                                    | Eric Pockley                                     |
| 1920 | Pat O'Hara Wood (1/2)                            | 6–3, 4–6, 6–8, 6–1, 6–3                          | Ronald Thomas                                    |
| 1921 | Rice Gemmell (1/1)                               | 7–5, 6–1, 6–4                                    | Alf Hedeman                                      |
| 1922 | James Anderson (1/3)                             | 6–0, 3–6, 3–6, 6–3, 6–2                          | Gerald Patterson                                 |
| 1923 | Pat O'Hara Wood (2/2)                            | 6–1, 6–1, 6–3                                    | Bert St. John                                    |
| 1924 | James Anderson (2/3)                             | 6–3, 6–4, 3–6, 5–7, 6–3                          | Richard Schlesinger                              |
| 1925 | James Anderson (3/3)                             | 11–9, 2–6, 6–2, 6–3                              | Gerald Patterson                                 |
| 1926 | John Hawkes (1/1)                                | 6–1, 6–3, 6–1                                    | James Willard                                    |
| 1927 | Gerald Patterson (1/1)                           | 3–6, 6–4, 3–6, 18–16, 6–3                        | John Hawkes                                      |
| 1928 | Jean Borotra (1/1)                               | 6–4, 6–1, 4–6, 5–7, 6–3                          | Jack Cummings                                    |
| 1929 | John Colin Gregory (1/1)                         | 6–2, 6–2, 5–7, 7–5                               | Richard Schlesinger                              |
| 1930 | Edgar Moon (1/1)                                 | 6–3, 6–1, 6–3                                    | Harry Hopman                                     |
| 1931 | Jack Crawford (1/4)                              | 6–4, 6–2, 2–6, 6–1                               | Harry Hopman                                     |
| 1932 | Jack Crawford (2/4)                              | 4–6, 6–3, 3–6, 6–3, 6–1                          | Harry Hopman                                     |
| 1933 | Jack Crawford (3/4)                              | 2–6, 7–5, 6–3, 6–2                               | Keith Gledhill                                   |
| 1934 | Fred Perry (1/1)                                 | 6–3, 7–5, 6–1                                    | Jack Crawford                                    |
| 1935 | Jack Crawford (4/4)                              | 2–6, 6–4, 6–4, 6–4                               | Fred Perry                                       |
| 1936 | Adrian Quist (1/3)                               | 6–2, 6–3, 4–6, 3–6, 9–7                          | Jack Crawford                                    |
| 1937 | Vivian McGrath (1/1)                             | 6–3, 1–6, 6–0, 2–6, 6–1                          | John Bromwich                                    |
| 1938 | Don Budge (1/1)                                  | 6–4, 6–2, 6–1                                    | John Bromwich                                    |
| 1939 | John Bromwich (1/2)                              | 6–4, 6–1, 6–3                                    | Adrian Quist                                     |
| 1940 | Adrian Quist (2/3)                               | 6–3, 6–1, 6–2                                    | Jack Crawford                                    |
| 1941 | Không tổ chức (do Chiến tranh thế giới thứ hai)  | Không tổ chức (do Chiến tranh thế giới thứ hai)  | Không tổ chức (do Chiến tranh thế giới thứ hai)  |
| 1942 | Không tổ chức (do Chiến tranh thế giới thứ hai)  | Không tổ chức (do Chiến tranh thế giới thứ hai)  | Không tổ chức (do Chiến tranh thế giới thứ hai)  |
| 1943 | Không tổ chức (do Chiến tranh thế giới thứ hai)  | Không tổ chức (do Chiến tranh thế giới thứ hai)  | Không tổ chức (do Chiến tranh thế giới thứ hai)  |
| 1944 | Không tổ chức (do Chiến tranh thế giới thứ hai)  | Không tổ chức (do Chiến tranh thế giới thứ hai)  | Không tổ chức (do Chiến tranh thế giới thứ hai)  |
| 1945 | Không tổ chức (do Chiến tranh thế giới thứ hai)  | Không tổ chức (do Chiến tranh thế giới thứ hai)  | Không tổ chức (do Chiến tranh thế giới thứ hai)  |
| 1946 | John Bromwich (2/2)                              | 5–7, 6–3, 7–5, 3–6, 6–2                          | Dinny Pails                                      |
| 1947 | Dinny Pails (1/1)                                | 4–6, 6–4, 3–6, 7–5, 8–6                          | John Bromwich                                    |
| 1948 | Adrian Quist (3/3)                               | 6–4, 3–6, 6–3, 2–6, 6–3                          | John Bromwich                                    |
| 1949 | Frank Sedgman (1/2)                              | 6–3, 6–2, 6–2                                    | John Bromwich                                    |
| 1950 | Frank Sedgman (2/2)                              | 6–3, 6–4, 4–6, 6–1                               | Ken McGregor                                     |
| 1951 | Dick Savitt (1/1)                                | 6–3, 2–6, 6–3, 6–1                               | Ken McGregor                                     |
| 1952 | Ken McGregor (1/1)                               | 7–5, 12–10, 2–6, 6–2                             | Frank Sedgman                                    |
| 1953 | Ken Rosewall (1/4)                               | 6–0, 6–3, 6–4                                    | Mervyn Rose                                      |
| 1954 | Mervyn Rose (1/1)                                | 6–2, 0–6, 6–4, 6–2                               | Rex Hartwig                                      |
| 1955 | Ken Rosewall (2/4)                               | 9–7, 6–4, 6–4                                    | Lew Hoad                                         |
| 1956 | Lew Hoad (1/1)                                   | 6–4, 3–6, 6–4, 7–5                               | Ken Rosewall                                     |
| 1957 | Ashley Cooper (1/2)                              | 6–3, 9–11, 6–4, 6–2                              | Neale Fraser                                     |
| 1958 | Ashley Cooper (2/2)                              | 7–5, 6–3, 6–4                                    | Mal Anderson                                     |
| 1959 | Alex Olmedo (1/1)                                | 6–1, 6–2, 3–6, 6–3                               | Neale Fraser                                     |
| 1960 | Rod Laver (1/3)                                  | 5–7, 3–6, 6–3, 8–6, 8–6                          | Neale Fraser                                     |
| 1961 | Roy Emerson (1/6)                                | 1–6, 6–3, 7–5, 6–4                               | Rod Laver                                        |
| 1962 | Rod Laver (2/3)                                  | 8–6, 0–6, 6–4, 6–4                               | Roy Emerson                                      |
| 1963 | Roy Emerson (2/6)                                | 6–3, 6–3, 6–1                                    | Ken Fletcher                                     |
| 1964 | Roy Emerson (3/6)                                | 6–3, 6–4, 6–2                                    | Fred Stolle                                      |
| 1965 | Roy Emerson (4/6)                                | 7–9, 2–6, 6–4, 7–5, 6–1                          | Fred Stolle                                      |
| 1966 | Roy Emerson (5/6)                                | 6–4, 6–8, 6–2, 6–3                               | Arthur Ashe                                      |
| 1967 | Roy Emerson (6/6)                                | 6–4, 6–1, 6–4                                    | Arthur Ashe                                      |
| 1968 | Bill Bowrey (1/1)                                | 7–5, 2–6, 9–7, 6–4                               | Juan Gisbert Sr.                                 |

### Australian Open

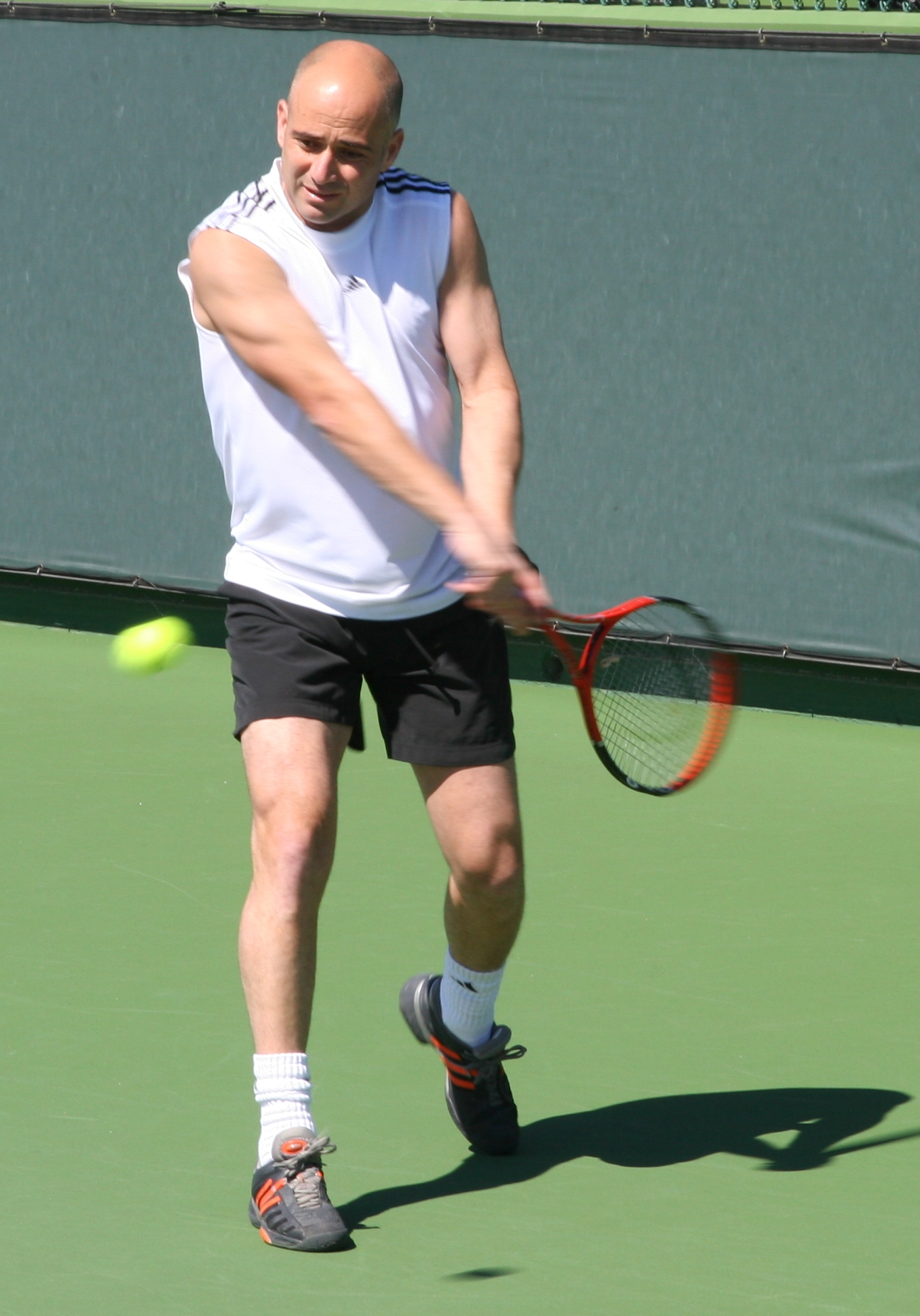
Andre Agassi vô địch 4 lần ở nội dung đơn.

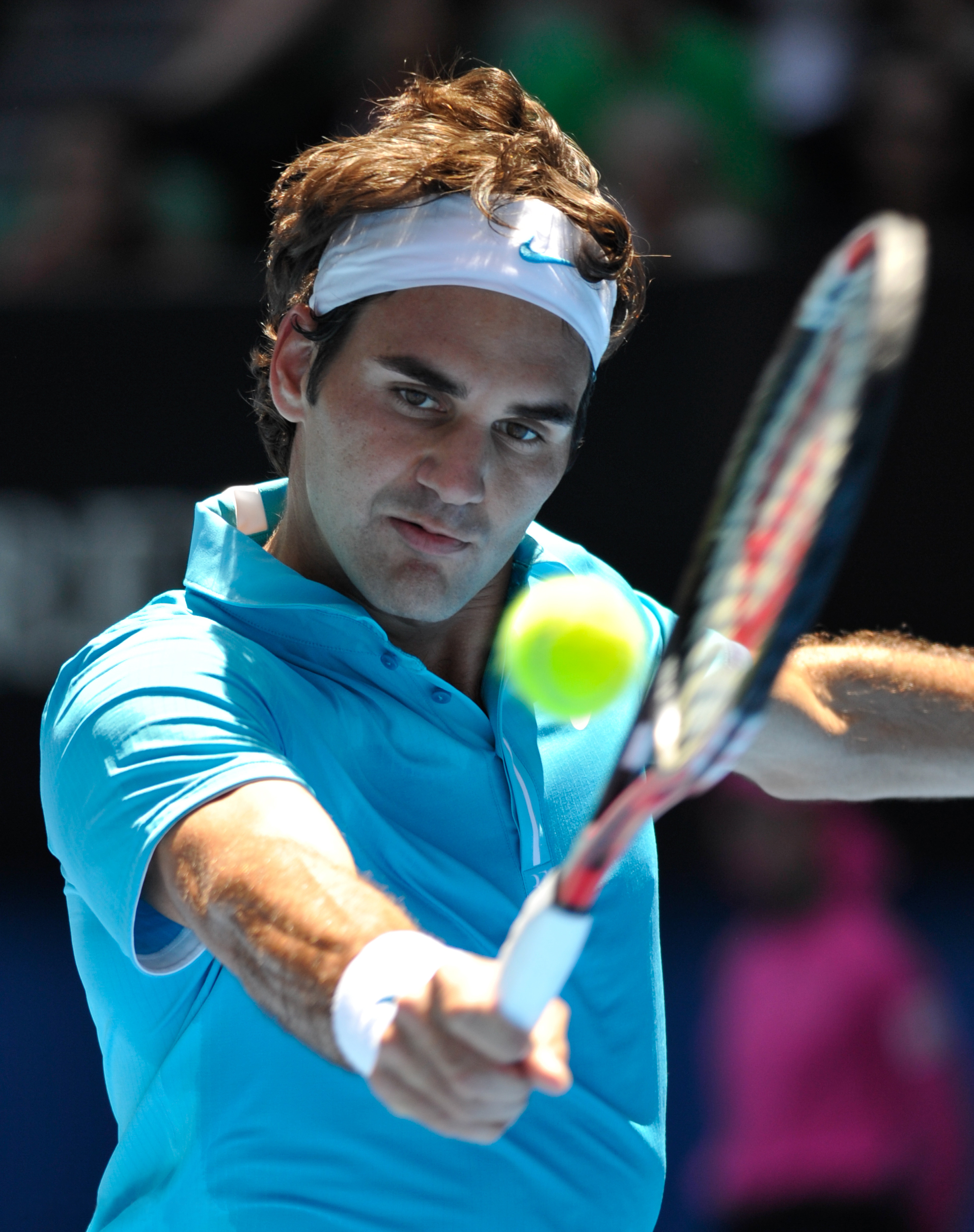
Roger Federer sở hữu 6 danh hiệu đơn.

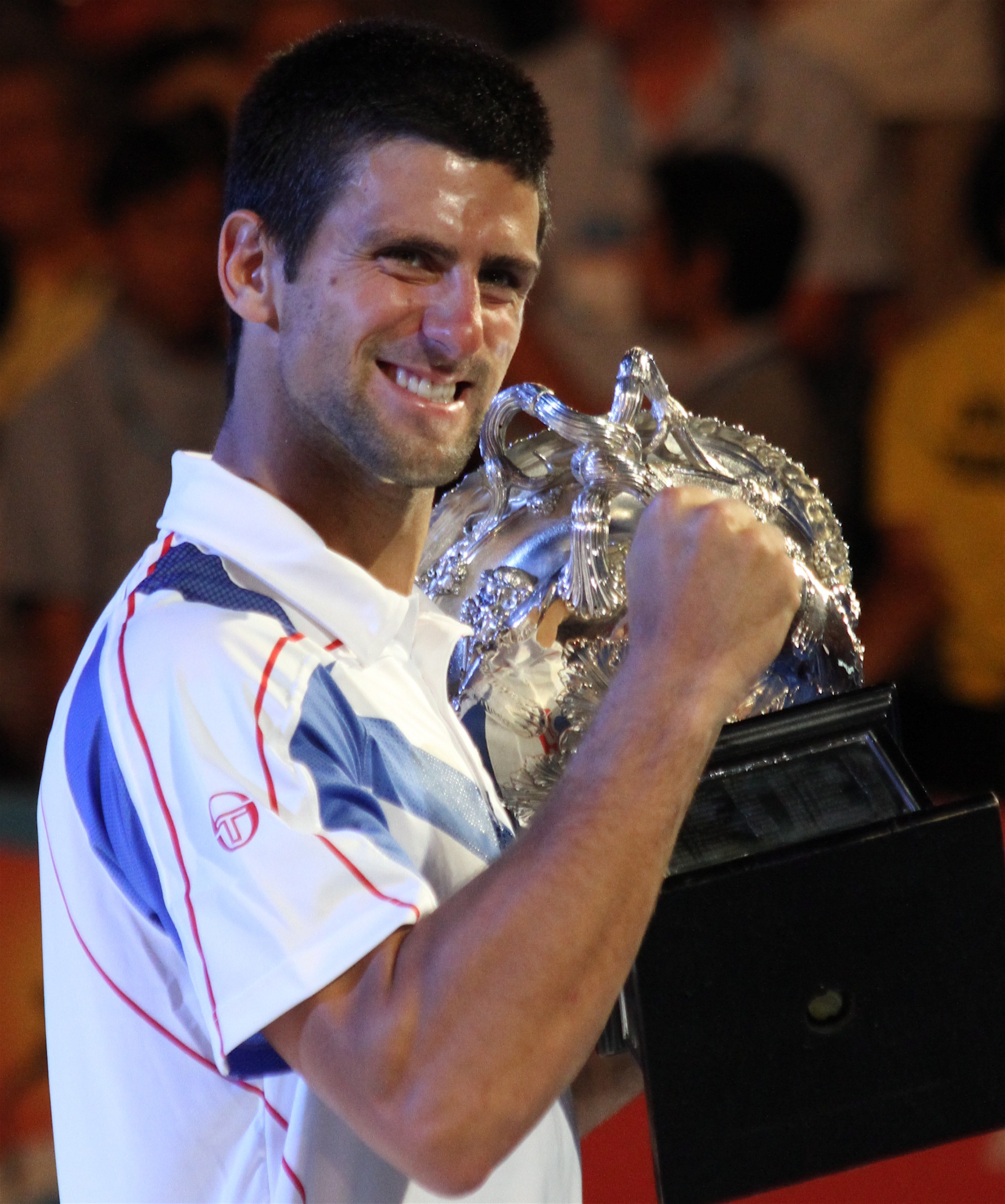
Novak Djokovic nắm giữ kỷ lục mọi thời đại với 10 lần vô địch nội dung đơn.

| Năm  | Vô địch                          | Tỷ số                            | Á quân                           |
| ---- | -------------------------------- | -------------------------------- | -------------------------------- |
| 1969 | Rod Laver (3/3)                  | 6–3, 6–4, 7–5                    | Andrés Gimeno                    |
| 1970 | Arthur Ashe (1/1)                | 6–4, 9–7, 6–2                    | Dick Crealy                      |
| 1971 | Ken Rosewall (3/4)               | 6–1, 7–5, 6–3                    | Arthur Ashe                      |
| 1972 | Ken Rosewall (4/4)               | 7–6(7–2), 6–3, 7–5               | Mal Anderson                     |
| 1973 | John Newcombe (1/2)              | 6–3, 6–7, 7–5, 6–1               | Onny Parun                       |
| 1974 | Jimmy Connors (1/1)              | 7–6(9–7), 6–4, 4–6, 6–3          | Phil Dent                        |
| 1975 | John Newcombe (2/2)              | 7–5, 3–6, 6–4, 7–6(9–7)          | Jimmy Connors                    |
| 1976 | Mark Edmondson (1/1)             | 6–7, 6–3, 7–6, 6–1               | John Newcombe                    |
| 1977 | Roscoe Tanner (1/1)              | 6–3, 6–3, 6–3                    | Guillermo Vilas                  |
| 1977 | Vitas Gerulaitis (1/1)           | 6–3, 7–6(7–4), 5–7, 3–6, 6–2     | John Lloyd                       |
| 1978 | Guillermo Vilas (1/2)            | 6–4, 6–4, 3–6, 6–3               | John Marks                       |
| 1979 | Guillermo Vilas (2/2)            | 7–6(7–4), 6–3, 6–2               | John Sadri                       |
| 1980 | Brian Teacher (1/1)              | 7–5, 7–6(7–4), 6–3               | Kim Warwick                      |
| 1981 | Johan Kriek (1/2)                | 6–2, 7–6(7–1), 6–7(1–7), 6–4     | Steve Denton                     |
| 1982 | Johan Kriek (2/2)                | 6–3, 6–3, 6–2                    | Steve Denton                     |
| 1983 | Mats Wilander (1/3)              | 6–1, 6–4, 6–4                    | Ivan Lendl                       |
| 1984 | Mats Wilander (2/3)              | 6–7(5–7), 6–4, 7–6(7–3), 6–2     | Kevin Curren                     |
| 1985 | Stefan Edberg (1/2)              | 6–4, 6–3, 6–3                    | Mats Wilander                    |
| 1986 | Không tổ chức (do thay đổi lịch) | Không tổ chức (do thay đổi lịch) | Không tổ chức (do thay đổi lịch) |
| 1987 | Stefan Edberg (2/2)              | 6–3, 6–4, 3–6, 5–7, 6–3          | Pat Cash                         |
| 1988 | Mats Wilander (3/3)              | 6–3, 6–7(3–7), 3–6, 6–1, 8–6     | Pat Cash                         |
| 1989 | Ivan Lendl (1/2)                 | 6–2, 6–2, 6–2                    | Miloslav Mečíř                   |
| 1990 | Ivan Lendl (2/2)                 | 4–6, 7–6(7–3), 5–2 (bỏ cuộc)     | Stefan Edberg                    |
| 1991 | Boris Becker (1/2)               | 1–6, 6–4, 6–4, 6–4               | Ivan Lendl                       |
| 1992 | Jim Courier (1/2)                | 6–3, 3–6, 6–4, 6–2               | Stefan Edberg                    |
| 1993 | Jim Courier (2/2)                | 6–2, 6–1, 2–6, 7–5               | Stefan Edberg                    |
| 1994 | Pete Sampras (1/2)               | 7–6(7–4), 6–4, 6–4               | Todd Martin                      |
| 1995 | Andre Agassi (1/4)               | 4–6, 6–1, 7–6(8–6), 6–4          | Pete Sampras                     |
| 1996 | Boris Becker (2/2)               | 6–2, 6–4, 2–6, 6–2               | Michael Chang                    |
| 1997 | Pete Sampras (2/2)               | 6–2, 6–3, 6–3                    | Carlos Moyá                      |
| 1998 | Petr Korda (1/1)                 | 6–2, 6–2, 6–2                    | Marcelo Ríos                     |
| 1999 | Yevgeny Kafelnikov (1/1)         | 4–6, 6–0, 6–3, 7–6(7–1)          | Thomas Enqvist                   |
| 2000 | Andre Agassi (2/4)               | 3–6, 6–3, 6–2, 6–4               | Yevgeny Kafelnikov               |
| 2001 | Andre Agassi (3/4)               | 6–4, 6–2, 6–2                    | Arnaud Clément                   |
| 2002 | Thomas Johansson (1/1)           | 3–6, 6–4, 6–4, 7–6(7–4)          | Marat Safin                      |
| 2003 | Andre Agassi (4/4)               | 6–2, 6–2, 6–1                    | Rainer Schüttler                 |
| 2004 | Roger Federer (1/6)              | 7–6(7–3), 6–4, 6–2               | Marat Safin                      |
| 2005 | Marat Safin (1/1)                | 1–6, 6–3, 6–4, 6–4               | Lleyton Hewitt                   |
| 2006 | Roger Federer (2/6)              | 5–7, 7–5, 6–0, 6–2               | Marcos Baghdatis                 |
| 2007 | Roger Federer (3/6)              | 7–6(7–2), 6–4, 6–4               | Fernando González                |
| 2008 | Novak Djokovic (1/10)            | 4–6, 6–4, 6–3, 7–6(7–2)          | Jo-Wilfried Tsonga               |
| 2009 | Rafael Nadal (1/2)               | 7–5, 3–6, 7–6(7–3), 3–6, 6–2     | Roger Federer                    |
| 2010 | Roger Federer (4/6)              | 6–3, 6–4, 7–6(13–11)             | Andy Murray                      |
| 2011 | Novak Djokovic (2/10)            | 6–4, 6–2, 6–3                    | Andy Murray                      |
| 2012 | Novak Djokovic (3/10)            | 5–7, 6–4, 6–2, 6–7(5–7), 7–5     | Rafael Nadal                     |
| 2013 | Novak Djokovic (4/10)            | 6–7(2–7), 7–6(7–3), 6–3, 6–2     | Andy Murray                      |
| 2014 | Stan Wawrinka (1/1)              | 6–3, 6–2, 3–6, 6–3               | Rafael Nadal                     |
| 2015 | Novak Djokovic (5/10)            | 7–6(7–5), 6–7(4–7), 6–3, 6–0     | Andy Murray                      |
| 2016 | Novak Djokovic (6/10)            | 6–1, 7–5, 7–6(7–3)               | Andy Murray                      |
| 2017 | Roger Federer (5/6)              | 6–4, 3–6, 6–1, 3–6, 6–3          | Rafael Nadal                     |
| 2018 | Roger Federer (6/6)              | 6–2, 6–7(5–7), 6–3, 3–6, 6–1     | Marin Čilić                      |
| 2019 | Novak Djokovic (7/10)            | 6–3, 6–2, 6–3                    | Rafael Nadal                     |
| 2020 | Novak Djokovic (8/10)            | 6–4, 4–6, 2–6, 6–3, 6–4          | Dominic Thiem                    |
| 2021 | Novak Djokovic (9/10)            | 7–5, 6–2, 6–2                    | Daniil Medvedev                  |
| 2022 | Rafael Nadal (2/2)               | 2–6, 6–7(5–7), 6–4, 6–4, 7–5     | Daniil Medvedev                  |
| 2023 | Novak Djokovic (10/10)           | 6–3, 7–6(7–4), 7–6(7–5)          | Stefanos Tsitsipas               |
| 2024 | Jannik Sinner (1/2)              | 3–6, 3–6, 6–4, 6–4, 6–3          | Daniil Medvedev                  |
| 2025 | Jannik Sinner (2/2)              | 6–3, 7–6(7–4), 6–3               | Alexander Zverev                 |